# Shuzo Matsuoka
Shuzo Matsuoka (松岡修造), född 6 november 1967 i Tokyo i Japan, är en japansk före detta tennisspelare.
Matsuoka nådde kvartsfinalen i Wimbledonmästerskapen 1995, där han föll mot Pete Sampras (7-6, 3-6, 4-6, 2-6).